# Daher Mohamed Kadar
Daher Mohamed Kadar (Gibuti, 11 agosto 1982) è un calciatore gibutiano, di ruolo difensore.

## Carriera

### Club
Dal 2010 gioca nell'Ali-Sabieh, con cui ha vinto quattro campionati consecutivi a partire dal 2013.

### Nazionale
Debutta in Nazionale nel 2007, giocando varie partite di qualificazione ai campionati mondiali e alla Coppa d'Africa.

## Palmarès

### Competizioni nazionali
- Campionato gibutiano: 5

Ali-Sabieh: 2012-2013, 2013-2014, 2014-2015, 2015-2016, 2016-2017